# Cellulose
Cellulose er en polymer af glukose med følgende kemiske formel: (C6H10O5)n (E-460). Det er ét af de mest almindeligt forekommende organiske stoffer i naturen. Cellulose adskiller sig fra stivelse ved den måde, som glukoseenhederne er bundet til hinanden på: Det sker ved hjælp af β-1,4-bindinger, som hæfter glukoseenhederne sammen i lange, uforgrenede kædemolekyler. Tætliggende kæder bindes sammen på tværs ved talrige hydrogenbindinger.
Cellevæggene i planteceller, hos f.eks. træer, græs, papyrus, bomuld og halm, består mest af cellulose. Papir, cellofan, rayon/viskose er næsten ren cellulose. I cellevægen går cellulose sammen i lange parallelle kæder for derved at danne en meget stærk struktur kaldes mikrofibril.
Mave-tarm-kanalen hos pattedyr indeholder ingen enzymer, som kan nedbryde andre polysakkarider, end de der indeholder alfa-1,4-bindinger. Således kan cellulosens bindinger ikke nedbrydes af noget kendt pattedyrsenzym.
Drøvtyggere ( (nogle?: parrettåede hovdyr?, firemavedrøvtyggere og til dels støttetandede), som f.eks. geder, køer, flodheste og får, kan fordøje cellulose. De klarer nedbrydningen af cellulosen med hjælp fra symbiotiske bakteriekulturer og gærsvampe i mave-tarmsystemet. Hos gæs og kakerlakker findes tilsvarende symbioser, mens myrer og termitter klarer problemet ved hjælp af svampekulturer.
Bakterierne indeholder cellulaser, som kan hydrolysere cellulose.

## Fodnoter
1. 1 2  Campbel, Neil A.; Cain, Michael L.; Jackson, Robert B.; Minorsky, Peter V.; Mitchell, Lawrence G.; Reece, Jane B.; Urry, Lisa A.; Wasserman, Steven A. "The Chemistry of Life", Biology (9. globale udgave), Pearson, USA, side 118. ISBN 9780321739759.